# Undabracon cariniventris
Undabracon cariniventris är en stekelart som beskrevs av Wang, Chen och He 2003. Undabracon cariniventris ingår i släktet Undabracon och familjen bracksteklar. Inga underarter finns listade i Catalogue of Life.